# Acid elagic
Acidul elagic este un compus organic de tip polifenol care se găsește în numeroase fructe și legume. Este dilactona acidului hexahidroxidifenic.
Plantele produc acid elagic prin reacția de hidroliză a taninurilor, cum ar fi elagitaninul și geraniina.